# Craupe

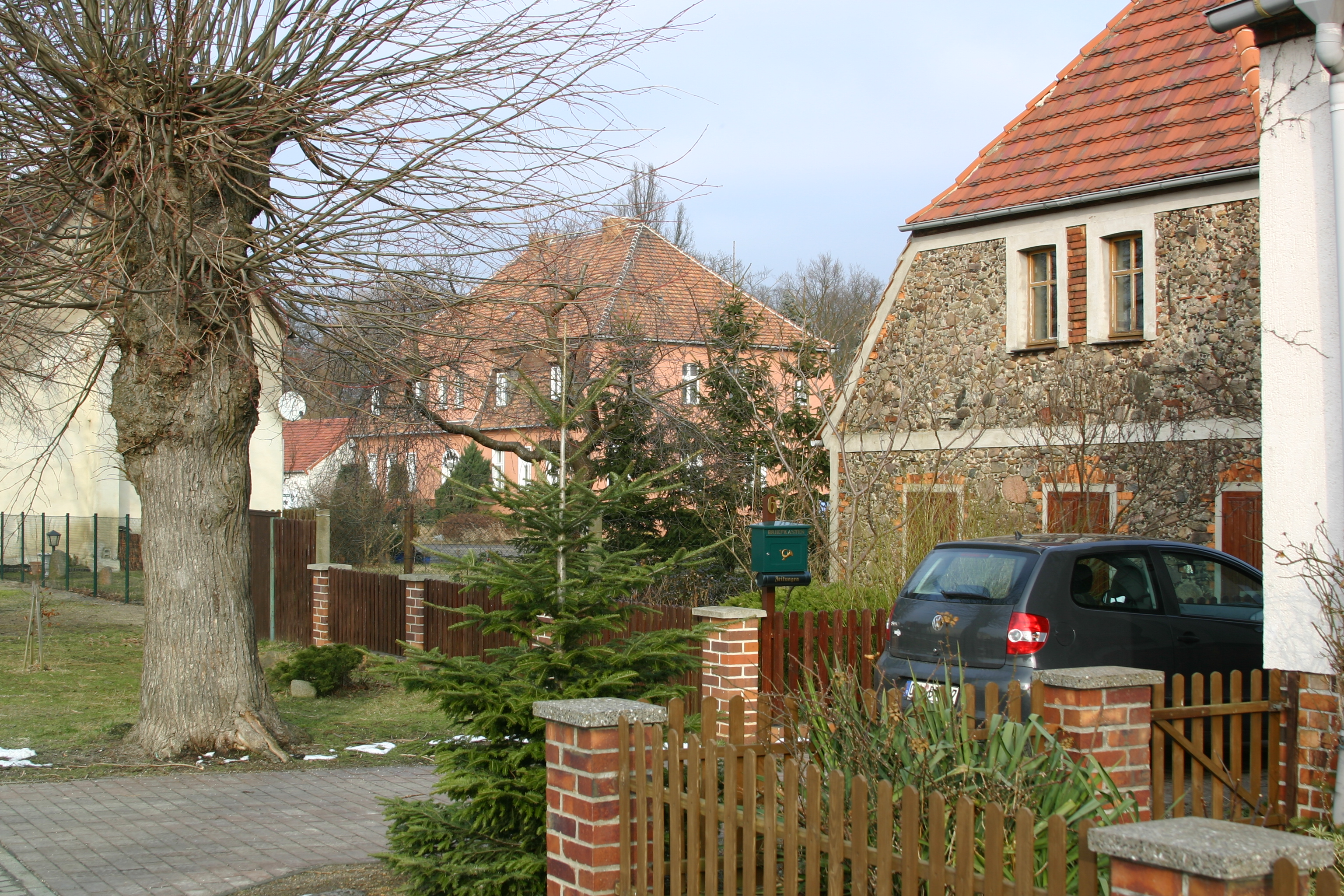
In Craupe, 2009

Craupe, niedersorbisch Kšupow, ist ein Ortsteil der Stadt Calau im südbrandenburgischen Landkreis Oberspreewald-Lausitz. Craupe wurde 1527 erstmals urkundlich erwähnt. Zum 31. Dezember 2001 verlor der Ort seine Selbstständigkeit und wurde in die Stadt Calau eingegliedert.

## Geografie

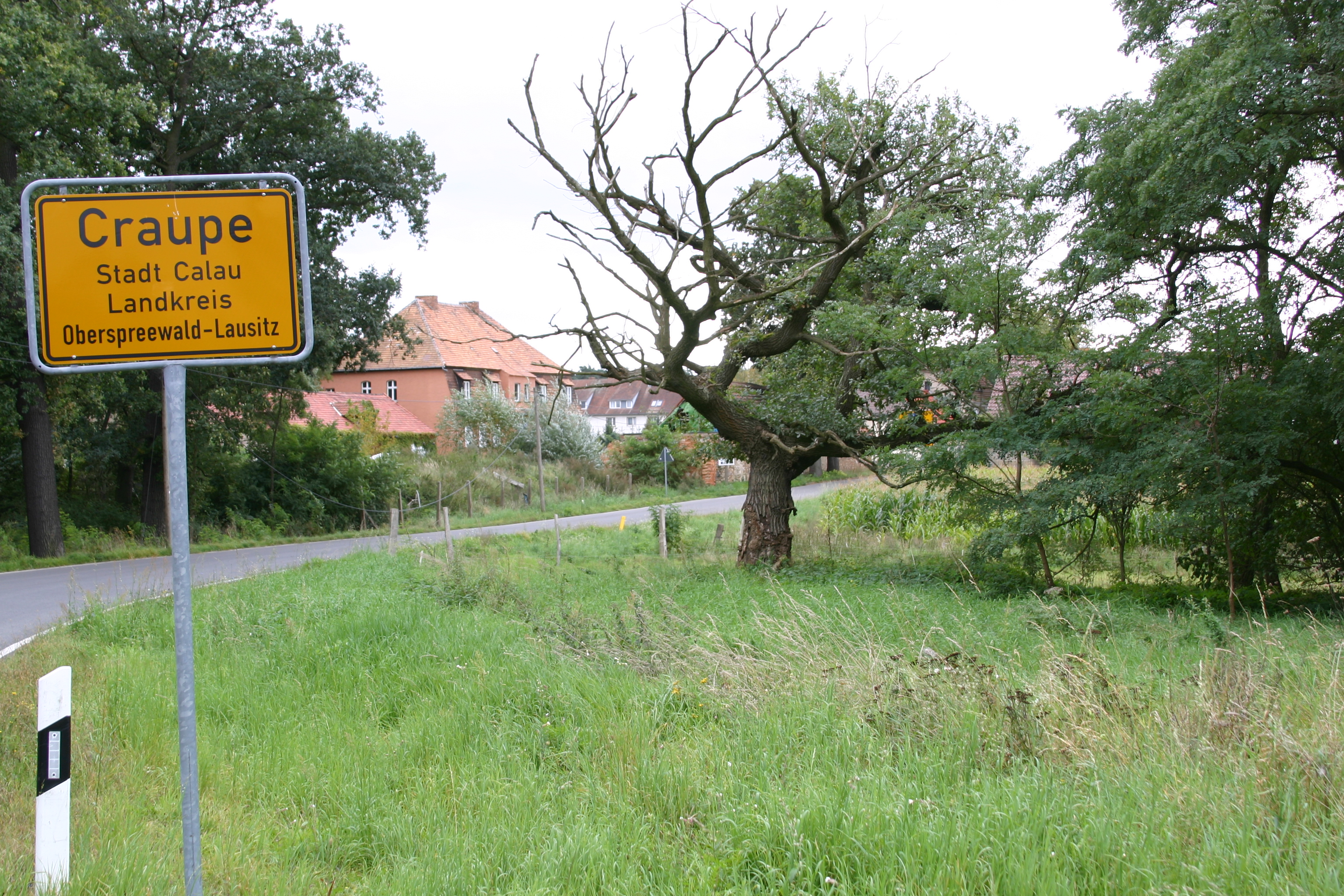
Ortseingang, 2007

Craupe liegt in der Niederlausitz im Naturpark Niederlausitzer Landrücken nordwestlich des Lausitzer Grenzwalls. Westlich von Craupe befinden sich die Gemeindeteile Schrakau und Radensdorf. Mit der Eingemeindung von Radensdorf 1950 wurden auch die beiden Gemarkungen vereinigt. Die ursprüngliche Gemarkung von Craupe grenzte im Norden an die Gemarkung von Klein Mehßow. Im Nordosten grenzt Craupe an den Ortsteil Kemmen, im Süden an Gollmitz und weiter in Richtung Westen folgte die Gemarkung von Radensdorf. Nordwestlich grenzte Craupe an den Calauer Ortsteil Groß Mehßow. Craupe gehört zum Siedlungsgebiet der Sorben/Wenden.
Der Ort ist über die L553, die in Klein Mehßow von der L 56 abzweigt und durch den Ort weiter nach Gollmitz und Bronkow verläuft, gut zu erreichen. Nur etwa 1,2 km östlich verläuft die Bundesautobahn 13. Die nächsten Anschlussstellen sind allerdings in einiger Entfernung Calau im Norden und Bronkow im Süden. In Craupe zweigt von der L 553 die K6625 nach Kemmen (ostwärts) und nach Radensdorf (westwärts) ab.
Craupe wurde in einer Art Spornlage am Rande eines sumpfigen Baches (97 m ü. NHN) gegründet, dessen Sumpfzone (Anmoor) die Nord- und Ostseite der begründeten Siedlung umgab. Der Bach, der in einem etwa 700 m östlich gelegenem Quellgebiet entspringt und auf seinem Weg durch weitere Quellen Wasser erhält, speist als ein Nebenarm die Schuche. Diese wiederum entspringt in Gollmitz und fließt in nordwestlicher Richtung nach Klein-Mehßow, wobei sie die Gemarkung Craupe nur ein Stück als Grenzfließ mit Radensdorf im Südwesten berührt. Der Ort Craupe liegt heute unmittelbar an der Grenze zu Klein-Mehßow, während sich seine Gemarkung hauptsächlich in Ost-, West- und Südrichtung erstreckt. Der Boden besteht aus trockenem, in Kultur gebrachtem Sand. Der tiefste Punkt der ursprünglichen Gemarkung liegt ungefähr bei etwa 90 m ü. NHN ; das Gelände steigt in südlicher Richtung bis auf 118 m ü. NHN an. Unter dem Ort und seiner Umgebung liegt in einer Tiefe von etwa 45 m ein Braunkohleflöz mit einer Stärke von etwa 4 – 6 m.

## Geschichte
Nach Kneschke sollen Vertreter der Familie Karras um 1500 in Craupe bei Luckau, und um 1520 in Schönfeld ansässig gewesen sein. Er nennt einen Nicol von Karras, dem Craupe und Schönfeld 1520 gehört haben sollen. Die Angaben konnten nicht verifiziert werden. Nach Houwald war Schönfeld um diese Zeit definitiv nicht im Besitz des Nicol von Karras.
Die erste urkundlich belegbare Erwähnung stammt von 1527. Am 21. Oktober 1527 wurde Craupe als Kraup im ältesten Niederlausitzer Lehnsregister erstmals urkundlich verzeichnet. Der Ortsname leitet sich vom niedersorbischen Wort Krupow für klein ab. Eine weitere Erwähnung stammt vom 26. August 1541, ebenfalls als Kraup. Craupe wurde zeitweise auch Kraupe geschrieben. Lehmann beschreibt die Dorfstruktur als Gutsweiler.

### Besitzgeschichte
Die Brüder Bastian und Jacob von Polenz auf Beesdau erhielten am 21. Oktober 1527 von Heinrich Tunkel von Bernitzko die Belehnung mit Beesdau mit dem Rittersitz und dem Patronat, mit dem Dorf Crinitz und dem Dorf Craupe. Es handelte sich um eine Wiederbelehnung nach dem Tod des böhmisch-ungarischen Königs Ludwig II. in der Schlacht bei Mohács (1526) und dem Regierungsantritt des neuen böhmischen Königs Ferdinand I., der später auch römisch-deutscher Kaiser wurde. Wie lange damals die von Polenz bereits im Besitz von Craupe waren, lässt sich damit nicht genau sagen. Es wäre also denkbar, dass sie Craupe kurz vorher von Nicol von Karras erworben hatten. Allerdings fehlt dafür ein urkundlicher Beleg. Der eine Bruder, Sebastian (Bastian), ist 1541 gestorben. Erbe war sein einziger Sohn Hans.
Am 26. August 1541 wurde Hans von Polenz auf Beesdau mit den von seinem Vater Sebastian (Bastian) geerbten Gütern, mit dem halben Dorf Beesdau und seinem Rittersitz, dem Dorf Craupe und dem von Hans von Buxdorf gekauften Dorf Radensdorf belehnt. Die andere Hälfte von Beesdau und das Dorf Crinitz verblieb bei seinem Onkel Jacob von Polenz. Radensdorf muss also zwischen 1527 und 1541 in den Besitz des Bastian von Polenz gekommen sein. Seit dieser Zeit hatten die beiden Dörfer Craupe und Radensdorf immer einen gemeinsamen Besitzer. Das Topographisch-statistische Handbuch des Regierungs-Bezirks Frankfurt a. O. von 1867 sagt sogar explizit aus: bildet mit Craupe ein Rittergut. Daher wurde in Radensdorf auch nie ein Rittersitz errichtet. 1564 war Hans von Polenz gestorben, auch sein Onkel Jacob (der Ältere) lebte zu diesem Zeitpunkt nicht mehr.
1565 kam es dann zum Streit zwischen Christoph, dem Sohn des Hans und den Söhnen von Jacob (des Älteren), Philipp und Jacob d. J. auf der einen Seite, und Margarethe geb. von Köckritz, Witwe des Sebastian (Bastian) und Dorothea von der Schulenburg, Witwe des Hans von Polenz auf der anderen Seite. Die beiden Witwen hatte ihr Leibgedinge auf den Gütern Beesdau, Craupe und Radensdorf und forderten nun die Auszahlung. Vermutlich ist Christoph während dieser Zeit ebenfalls verstorben; er erscheint danach nicht mehr in den Urkunden. Der ganze Besitz des Bastian bzw. des Hans ist nämlich danach im Besitz der beiden Brüder Philipp und Jacob (d. J.) von Polenz. Im folgenden Vergleich traten die beiden Witwen alle Immobilien an die beiden Brüder ab, auch das Saatkorn. Dafür mussten die beiden Brüder die verleibdingten Äcker von ihren Bauern bestellen lassen, und die beiden Witwen erhielten 5.000 Gulden Fürstenmünze. Die erste Rate von 1.000 Gulden war schon zu Ostern 1565 fällig, der Rest von 4.000 Talern plus 240 Gulden Zins wurde zu Ostern 1566 fällig. Nach dem Wechsel in der manu dominante, dem Tod von Kaiser Maximilian II., der auch böhmischer König war, und dem Regierungsantritt des neuen böhmischen Königs Rudolf II. erhielten Jacob und Philipp von Polenz am 20. Juli 1577 einen neuen Lehnsbrief über Beesdau, Crinitz, Craupe und Radensdorf. Die beiden Brüder erwarben außerdem Golzig (Teilort von Kasel-Golzig) und Schäcksdorf. Philipp musste 1583 wegen den Dörfern Stöbritz, Willmersdorf und Kaden als Lehndienst zwei gerüstete Pferde stellen. 1585 war dann Philipp von Polenz gestorben. Aus seiner Ehe mit Anna von der Sahla waren keine Kinder hervorgegangen, und so erbte sein Bruder Jacob nun auch den Anteil von Philipp. Am 12. März 1585 erhielt er nun den Lehnbrief über Beesdau, Crinitz, Craupe und Radensdorf. Doch auch Jacob von Polenz verstarb nur wenig später, vermutlich Mitte 1587. Er war mit Elisabeth von Loß verheiratet, mit der er die Töchter Anna, Catharina und Elisabeth sowie einen gleichnamigen Sohn Jacob hatte, der zum Zeitpunkt des Todes seines Vaters noch minderjährig war. Die Vormünder der Witwe und der drei Töchter und der Vormund des noch unmündigen Sohnes schlossen einen Vertrag zur Regelung der Morgengabe, Mußteil. Leibrente und Ausstattungen der Töchter. Dazu erhielten Mutter und Töchter die Güter Craupe und Radensdorf als Pfand.
Am 16. April 1597 erhielt nun der Erbe Jacob von Polenz, nachdem er mündig geworden war, die von seinem Vater ererbten Güter zu Lehen und leistete die Eidespflicht. Er heiratete bald darauf Anna Maria von Hartitzsch aus dem Hause Voigtsdorf. Zwei Söhne Hans Christoph und Jacob entsprossen dieser Ehe. Doch schon 1618 war Jacob von Polenz tot. Sein Sohn Jacob ist ebenfalls bald darauf gestorben, und so erbte Hans Christoph den gesamten Lehensbesitz, i.e. Beesdau mit dem Rittersitz, Crinitz, Craupe und Radensdorf sowie Golzig und Schäcksdorf.
1638 wurden Craupe und Radensdorf für 1.500 Gulden Meißnischer Währung zu je 21 Gulden und 200 Taler jährlicher Pension auf sechs Jahre an Anna Elisabeth von Klitzing geb. Streumen, Frau des Hauptmanns Andreas von Klitzing auf Klein Mehßow verpachtet.
Hans Christoph von Polenz heiratete 1634 Anna Christina von Löben, die Tochter des Wolf von Löben auf Görsdorf, Hohendorf und Schenkendorf und der Magdalena von Stutterheim. Das Paar hatte drei Söhne Hans Christoph, Hans Seyfried und Jacob sowie die Töchter Elisabeth und Anna Magdalena. Aufgrund der Zerstörungen im Dreißigjährigen Krieg und der folgenden großen finanziellen Aufwendungen für den Wiederaufbau der Güter musste Hans Christoph von Polenz die Güter Golzig mit Kaden und Schäcksdorf an den Oberstleutnant Adam von Schlieben auf Falkenhain für 9.500 Gulden Meißnischer Währung verkaufen. Hans Christoph starb im Herbst 1663, und seine Söhne erhielten am 27. Mai 1664 den Lehnbrief über die vom Vater ererbten Güter.
Der älteste Sohn Hans Christoph von Polenz (* 1645), studierte damals bereits, die beiden anderen Brüder Hans Seyfried (1648–1693) und Jacob (1650–1714) waren noch minderjährig. 1672 teilten die drei Brüder den großen Besitz auf. Der Wert der Güter wurde nun zuerst geschätzt. Beesdau war das wertvollste Gut und wurde auf 21.593 Gulden taxiert, Craupe auf 3.988 Gulden, Radensdorf auf 2.384 Gulden und Crinitz auf 7.950 Gulden. Hinzu kamen noch die im Pfandbesitz befindlichen Dörfer Willmersdorf und Stöbritz, die zum Amt Storkow gehörten, also kurfürstlich-brandenburgische Lehen waren. Aus den Lehengütern wurden aber nur zwei Erbteile gebildet, der dritte Erbteil bestand aus einer Geldabfindung. Die einzelnen Erbteile wurden durch das Los verteilt. Jacob erhielt Beesdau, Stöbritz und Willmersdorf, Hans Christoph erhielt Craupe mit Radensdorf und Crinitz sowie als Ausgleich noch 1.038 Gulden. Hans Seyfried sollte mit Geld abgefunden werden. Da zu diesem Zeitpunkt keine Barmittel vorhanden waren, blieben die Gelder vorerst auf den Lehngütern stehen. Hans Christoph starb am 23. Mai 1681 kinderlos, und so erbte sein Bruder Jacob seinen Anteil. Hans Seyfried litt an Epilepsie, blieb ebenfalls unverheiratet und starb 1693. Damit war der gesamte Lehensbesitz wieder in einer Hand vereinigt.
Jacob von Polenz war mit Christine Sofie von Klitzing verheiratet. Sie war die Tochter des Oberstleutnants Hans Zacharias von Klitzing auf Seese und der Christina von Maltitz. Das Paar hatte die Tochter Christine Eleonore sowie die Söhne Caspar Ernst, Jacob Friedrich und Carl Albrecht. 1721 teilten die Brüder den Besitz. Caspar Ernst erhielt Beesdau, Carl Albrecht erhielt Crinitz und 2.353 Gulden in bar und Jacob Friedrich erhielt Craupe und Radensdorf und eine Barabfindung von 3.932 Gulden. Bargeld und Mobilien wurden mit der Schwester und der Mutter geteilt.
1701 heiratete die Älteste der Geschwister, Christine Eleonore den Friedrich Albrecht von Theler, Sohn des Hauptmanns in englischen und holländischen Diensten Conrad Heinrich von Theler auf Sollschwitz und seiner ersten Frau Magdalene von Berbisdorf. Um diese Zeit übernahm Friedrich Albrecht von Theler auch Craupe und Radensdorf. 1708 erlitt er einen Schlaganfall und war weitgehend gelähmt. Er musste Craupe und Radensdorf wieder seinen Schwagern überlassen. 1712 ist er in Finsterwalde gestorben. Caspar Ernst von Polenz starb 1730 ohne Kinder und hinterließ seinen Besitz seinem Bruder Jacob Friedrich. Doch auch dieser starb 1738 ohne Leibeserben und wurde in der Kirche in Beesdau bestattet. Somit konnte der letzte überlebende Bruder Carl Albrecht von Polenz den väterlichen Lehenbesitz wieder in einer Hand vereinen. Carl Albrecht von Polenz war seit dem 12. September 1730 mit Sophie Erdmuthe von Maltitz aus dem Hause Lugk verheiratet, mit der er die Tochter Christiane Caroline und die drei Söhne Jacob Friedrich, Kaspar Ernst und Jacob Carl Erdmann hatte. Craupe und Radensdorf verpachtete er um 1745 an Johann Georg von Walther und Croneck. Das Pfand auf Stöbritz und Willmersdorf wurde 1747 von den Paschkes eingelöst. Carl Albrecht von Polenz starb am 22. April 1750.
Erbe war der Sohn Jacob Carl Erdmann, der am 11. März 1751 den Lehnbrief erhielt. Er heiratete am 1. Dezember 1756 Henriette Ruphine von Breitenbach (* 1740), Tochter des Georg Siegmund von Breitenbach auf Zibelle und der Auguste Dorothea Friedrike von Loeben.
Jacob Carl Erdmann von Polenz verkaufte Craupe und Radensdorf um/vor 1767 an Christian Friedrich Durisch, der am 13. Februar 1767 den Lehenseid leistete. Er vererbte Craupe und Radensdorf an seinen Sohn Johann Wilhelm Heinrich Durisch, der aber ohne Kinder starb. Craupe und Radensdorf fielen daraufhin an die Mitbelehnten, Johann Christian Ehrenfried Keutel, Christian Gottlob Paschke auf Batho, Christian Gottlob Paschke zu Neuendorf, Johann Siegmund Paschke und Christian Friedrich Paschke auf Stöbritz, die am 27. Oktober 1794 den Lehenseid leisteten.
Die Mitbelehnten verkauften Craupe und Radensdorf 1795 an Johann Albrecht/Albert Samuel Durisch/Dürisch, der am 13. Februar 1796 den Lehenseid ablegte. Er bekam 1797 gleich Ärger mit der Brauurbarschaft Calau (Innung der Brauer in Calau) wegen des Bierzwangs. Durisch verkaufte die beiden Dörfer 1805 weiter an den Dichter Christoph Ernst von Houwald aus dem Hause Straupitz. Am 29. November 1806 heiratete Houwald Johanna Juliane Auguste Eleonore (Auguste) von Haberkorn, die einzige Tochter des Oberamtsregierungsrats Hans Ferdinand Moritz von Haberkorn, die das Gut Sellendorf in die Ehe brachte. Die schwierigen Verhältnisse der Jahre 1806 bis 1815 zwangen Houwald, Craupe und Radensdorf am 7. Oktober 1815 an seinen Bruder Carl Heinrich Ferdinand von Houwald (1773–1832) zu verkaufen, der dafür einen ansehnlichen Preis bezahlte. Er behielt sein zweites Gut Sellendorf, das er dann verpachtete, aber im dortigen Gutshaus wohnte. 1816 sollte das Rittergut Craupe mit Radensdorf auf sechs Jahre verpachtet werden. 1843 verkauften die Erben von Carl Heinrich Ferdinand von Houwald Craupe und Radensdorf an Carl Sigismund Beuchel, Sohn des Johann Friedrich Beuchel von Meißen.
Carl Sigismund Beuchel (1807–1873) erhielt 1846 zum letzten Mal noch einen Lehnbrief. Danach ging das Gut in Volleigentum des Besitzers über. Beuchel war mit Emma geb. Schmidt (1799–1858) verheiratet. Er ist 1873 kinderlos gestorben. Danach wechselten die Besitzer in rascher Folge. 1876 und 1879 gehörte Craupe und Radensdorf einem Kühn(e) (Radensdorf wird nicht separat angegeben). 1885 wird ein Fabrikant Müller aus Rosslau als Besitzer genannt. 1892 und 1896 besaß ein Floeter/Flöter die beiden Dörfer. 1903 hatte eine Charlotte Schultz den Besitz erworben. 1907 und 1910 hieß der Besitzer Georg Holtz. Bis 1914 hatte der Besitzer erneut gewechselt; er hieß nun Rittmeister a. D. Erich Erben. 1921 war Craupe mit Radensdorf in den Besitz des Fritz Höpke von Gardelegen übergegangen. Er ließ das Gut von einem Administrator Schliske und einem Inspektor Krüger bewirtschaften. 1923 ist weiterhin Fritz Höpke als Besitzer angegeben, er hatte das Gut anscheinend an einen Pachtadministrator Fritz Lange übergeben. 1929 war Fritz Höpke weiterhin Gutsbesitzer, jedoch hatte der Administrator wieder gewechselt; er hieß nun Bruno Schruhl. Auf Fritz Höpke folgte dessen Sohn Walter Höpke, dem das Gut bis zur Enteignung 1945 gehörte. Die Adressbücher Calau von 1937 und 1941 verzeichnen einen Inspektor Heinrich Gröppel.
Das Gut wurde 1946 enteignet und ging in den Besitz des Landes über. 1946 bis 1949 war es Provinzialgut.

### Kommunale Geschichte
Das Dorf wurde bis in das 20. Jahrhundert hinein dominiert von dem proportional sehr großen Rittergut. Entsprechend war und blieb das Dorf immer klein.
1708 wohnten in Craupe drei Bauern und ein Kossät. Es hatte insgesamt 8 (männliche?) Einwohner zwischen 12 und 60 Jahren. 1755 waren es 55 Einwohner, 24 männlich und 31 weiblich. Die Ernte von 1755 (in Dresdner Scheffel angegeben, der Scheffel zu 107,33 Liter) betrug: 290 Scheffel Korn (= Roggen), 33¾ Scheffel Gerste, 40 5/8 Scheffel Hafer, 5½ Scheffel Erbsen, 64½ Scheffel Heidekorn (= Echter Buchweizen), 1 3/16 Scheffel Lein und 2½ Scheffel Hirse.
1810 verzeichnete die Statistik zu den bisherigen vier bäuerlichen Gehöften vier weitere Häusler. So gab es 1818 einschließlich dem Gutshof 14 Wohngebäude mit 83 Einwohnern. Besonders genannt ist die Ziegelei, die jedoch nicht bewohnt war. Sie lag südlich des Ortskerns am Schwarzen Berg, nicht weit von der Schuche entfernt (Lage:). 1840 zählte Craupe, ein Dorf mit einer Ziegelei, 10 Wohnhäuser mit 109 Einwohnern. Im Urmesstischblatt ist 500 Meter östlich des Ortskerns interessanterweise ein Eiskeller verzeichnet.
1853 umfasste der gutsherrliche Besitz in Craupe 1223 Morgen 128 Quadratruten, davon waren 353 Morgen 97 Quadratruten Ackerland, 27 Morgen Wiesen und 758 Morgen 80 Quadratruten Forst. Die Schatzung, nach der die jeweiligen Steuern berechnet wurden, betrug 1000 Gulden.
Riehl und Scheu geben 14 Häuser und 105 Einwohner an. 1864 standen in Craupe 15 Häuser, in denen 119 Personen wohnten. Besonders erwähnt werden eine Schäferei und die Ziegelei. 1871 standen im Gemeindebezirk nur 7 Häuser mit 41 Einwohnern, im Gutsbezirk 6 Häuser mit 56 Einwohnern. Der Gemeindebezirk umfasste 341 Morgen, der Gutsbezirk 2056 Morgen (Stand: 1869). Die Ziegelei ist 1879 noch genannt, fehlt dann aber in den Beschreibungen des Rittergutes ab 1885.
1895 waren es im Gemeindebezirk acht Häuser mit 48 Bewohnern und acht gewerbliche Gebäude, im Gutsbezirk standen acht gewerbliche Häuser sowie vier Wohnhäuser mit 44 Einwohnern. Der Gemeindebezirk hatte eine Größe von 86,6 Hektar. Der Gutsbezirk umfasste 525 Hektar.
Bis 1896 kam eine Brennerei hinzu. Als am 19./20. April 1945 die Rote Armee der Sowjetunion in Craupe einrückte, fanden sie die gefüllten Tanks der Schnapsbrennerei vor. Anstatt kurz vor der Besetzung den Schnaps aus den Fässern auslaufen zu lassen, blieb er darin und bot den Besetzern die Möglichkeit zu feiern. Hemmungsloser Alkoholkonsum bestimmte oft den Verlauf solcher Feiern mit anschließenden Gewaltexzessen gegenüber der einheimischen Bevölkerung, so auch in Craupe. Die Brennerei ging danach in den Besitz der Vereinigung der gegenseitigen Bauernhilfe (VdgB) über.

### Kommunale Zugehörigkeit
Craupe gehörte in böhmisch-sächsischer Zeit zum Luckauischen Kreis der Mark Lausitz bzw. der späteren Niederlausitz. Im Ergebnis des Wiener Kongresses 1815 kam Craupe mit der gesamten Niederlausitz an das Königreich Preußen und gehörte dann zum Kreis Luckau, der mit nur kleineren Grenzänderungen aus dem Luckauischen Kreis hervorgegangen war. 1836 wurden Craupe und Radensdorf dann in den Kreis Calau umgegliedert. Bis 1849 unterstand der Ort der Patrimonialgerichtsbarkeit des jeweiligen Gutsherrn. Von 1850 bis 1878 war die Kreisgerichtskommission Calau für die Rechtsprechung zuständig, von 1879 bis 1951 das Amtsgericht Calau, dann schließlich das Landgericht Cottbus.
Am 1. Juli 1950 wurden die damals noch selbstständigen Gemeinden Schrakau (bis 2002 Schrackau) und Radensdorf nach Craupe eingemeindet und waren danach Ortsteile von Craupe. Nach der Wende wurden zur Verwaltung der vielen, oft sehr kleinen Gemeinden Ämter gebildet, die die Verwaltungsaufgaben übernahmen. Craupe schloss sich 1992 mit 11 anderen Gemeinden und der Stadt Calau zum Amt Calau zusammen. Am 31. Dezember 2001 wurde Craupe gemeinsam mit Buckow, Gollmitz, Groß Jehser und Zinnitz in die Stadt Calau eingegliedert. 2003 wurden die letzten amtsangehörigen Gemeinden in die Stadt Calau eingegliedert und das Amt Calau aufgelöst. Seither ist Craupe ein Ortsteil der Stadt Calau; Schrakau und Radensdorf sind nun Gemeindeteile von Craupe ohne eigene kommunale Vertretung.

### Einwohnerentwicklung
| Bevölkerungsentwicklung in Craupe von 1818 bis 2000 | Bevölkerungsentwicklung in Craupe von 1818 bis 2000 | Bevölkerungsentwicklung in Craupe von 1818 bis 2000 | Bevölkerungsentwicklung in Craupe von 1818 bis 2000 | Bevölkerungsentwicklung in Craupe von 1818 bis 2000 | Bevölkerungsentwicklung in Craupe von 1818 bis 2000 | Bevölkerungsentwicklung in Craupe von 1818 bis 2000 | Bevölkerungsentwicklung in Craupe von 1818 bis 2000 | Bevölkerungsentwicklung in Craupe von 1818 bis 2000 | Bevölkerungsentwicklung in Craupe von 1818 bis 2000 | Bevölkerungsentwicklung in Craupe von 1818 bis 2000 | Bevölkerungsentwicklung in Craupe von 1818 bis 2000 | Bevölkerungsentwicklung in Craupe von 1818 bis 2000 | Bevölkerungsentwicklung in Craupe von 1818 bis 2000 | Bevölkerungsentwicklung in Craupe von 1818 bis 2000 | Bevölkerungsentwicklung in Craupe von 1818 bis 2000 | Bevölkerungsentwicklung in Craupe von 1818 bis 2000 | Bevölkerungsentwicklung in Craupe von 1818 bis 2000 |
| --------------------------------------------------- | --------------------------------------------------- | --------------------------------------------------- | --------------------------------------------------- | --------------------------------------------------- | --------------------------------------------------- | --------------------------------------------------- | --------------------------------------------------- | --------------------------------------------------- | --------------------------------------------------- | --------------------------------------------------- | --------------------------------------------------- | --------------------------------------------------- | --------------------------------------------------- | --------------------------------------------------- | --------------------------------------------------- | --------------------------------------------------- | --------------------------------------------------- |
| Jahr                                                | 1818                                                | 1842                                                | 1856                                                | 1864                                                | 1875                                                | 1890                                                | 1910                                                | 1925                                                | 1933                                                | 1939                                                | 1946                                                | 1950                                                | 1964                                                | 1971                                                | 1981                                                | 1991                                                | 2000                                                |
| Einwohner                                           | 83                                                  | 109                                                 | 104                                                 | 119                                                 | 108                                                 | 96                                                  | 85                                                  | 102                                                 | 92                                                  | 120                                                 | 123                                                 | 275                                                 | 266                                                 | 222                                                 | 171                                                 | 177                                                 | 178                                                 |

### Kirchliche Geschichte
Craupe gehörte bis 1928 zur Parochialkirche Groß Jehser. Obwohl Craupe bereits 1843 die Umpfarrung von Groß-Jehser nach Groß-Mehßow beantragte, wurde dem nicht stattgegeben. Hauptgrund für die Umpfarrung war der weite Weg der Kinder von Craupe nach Groß Jehser zum Unterricht, der besonders im Winter sehr beschwerlich war (Fußweg!).

## Kultur und Sehenswürdigkeiten
Der Dorfkern des Mittelalters und der Neuzeit ist als Bodendenkmal ausgewiesen. Durchaus sehenswert, wenn auch kein Baudenkmal ist das aus dem Beginn des 18. Jahrhunderts stammende Gutshaus. Es handelt sich um einen eingeschossigen Putzbau mit sieben Achsen und einem Mansarddach. Der Mittelrisalit wurde DDR-zeitlich verändert. Das Gebäude wurde vermutlich von Jacob von Polenz (1650–1714) errichtet.